# Georg Peter-Pilz
Georg Peter-Pilz (* 2. Mai 1907 in Arnsdorf; † 23. August 1988 in Köln) war ein deutscher Schauspieler und Hörspielsprecher.

## Leben
Über das Leben des 1907 geborenen Georg Peter-Pilz sind nur lückenhafte Informationen vorhanden. Ende der 1940er Jahre war er Mitglied im Berliner Ensemble, um dann zum Deutschen Theater in Berlin zu wechseln. Hier wirkte er bis Mitte 1961, um dann nach dem Bau der Berliner Mauer seine Tätigkeiten in der DDR abzubrechen. Das betraf auch seine Arbeiten als Darsteller bei der DEFA, dem Deutschen Fernsehfunk und als Hörspielsprecher beim Rundfunk der DDR.
Georg Peter-Pilz fand in Köln ein neues Aufgabengebiet, wo er bei den Bühnen der Stadt Köln über 20 Jahre als Schauspieler und bei den Rundfunksendern Deutsche Welle und Westdeutscher Rundfunk als Hörspielsprecher wirkte. Auch für das Fernsehen stand er häufig vor der Kamera.
Georg Peter-Pilz starb 1988 in Köln im Alter von 81 Jahren.

## Filmografie
- 1960: Was wäre, wenn …?
- 1961: Fernsehpitaval: Der Fall Denke (Fernsehreihe)
- 1962: Der Kronanwalt
- 1963: Der Fall Rohrbach (Fernseh-Dreiteiler, 2 Teile)

## Theater
- 1949: Bertolt Brecht: Herr Puntila und sein Knecht Matti (Attaché) – Regie: Erich Engel (Berliner Ensemble im Deutschen Theater Berlin)
- 1951: Bertolt Brecht nach Maxim Gorki: Die Mutter – Regie: Bertolt Brecht (Berliner Ensemble im Deutschen Theater Berlin)
- 1956: Peter Hacks: Die Schlacht bei Lobositz – Regie: Wolfgang Langhoff (Deutsches Theater Berlin)
- 1957: Johann Nestroy: Einen Jux will er sich machen – Regie: Otto Tausig  (Deutsches Theater Berlin)
- 1957: Jürgen Schmidt: Dienstgruppe 729 (Capitain Harper) – Regie: Heinz Voß/Wolf-Dieter Panse/Helmut Schäfer-Rose  (Deutsches Theater Berlin – Kammerspiele)
- 1957: Emmanuel Roblès: Montserrat (Zuazola) – Regie: Ernst Kahler (Deutsches Theater Berlin – Kammerspiele)
- 1957: Wladimir Bill-Belozerkowski: Sturm – Regie: Wolfgang Langhoff (Deutsches Theater Berlin)
- 1958: George Bernard Shaw: Mann des Schisals (Gastwirt) / Blanco Posnets Erweckung (Blancos Bruder) – Regie: Karl Paryla (Deutsches Theater Berlin – Kammerspiele)
- 1958: Carl Orff: Astutuli – Regie: Wolfgang Langhoff (Deutsches Theater Berlin)
- 1959: Carlo Goldoni: Das Kaffeehaus (Spielcasinobesitzer) – Regie: Emil Stöhr (Deutsches Theater Berlin – Kammerspiele)
- 1959: Theodor London nach  Michail Scholochow: Neuland unterm Pflug (Bannik)  – Regie: Wolfgang Langhoff (Deutsches Theater Berlin)
- 1960: Harald Hauser: Weißes Blut (Diener Schorsch) – Regie: Wolfgang Heinz (Deutsches Theater Berlin – Kammerspiele)
- 1960: Erwin Strittmatter: Die Holländerbraut (Bauunternehmer) – Regie: Benno Besson (Deutsches Theater Berlin)
- 1965: Bertolt Brecht: Mutter Courage und ihre Kinder – Regie: Peter Palitzsch (Bühnen der Stadt Köln)
- 1971: Carlo Goldoni: Streitigkeiten in Chiozza – Regie: Karl Paryla (Schauspiel Köln)
- 1974: Henrik Ibsen: Gespenster – Regie: Ulrich Greiff (Bühnen der Stadt Köln)
- 1975: August Strindberg: Ein Traumspiel – Regie: Roberto Ciulli (Schauspiel Köln)
- 1981: Maxim Gorki: Nachtasyl (Bubnov) – Regie: Jürgen Gosch (Schauspiel Köln)
- 1982: Molière: Der Menschenfeind (Basque) – Regie: Jürgen Gosch (Schauspiel Köln)

## Hörspiele
- 1951: Ludvig Holberg: Der Hexenmeister (Wachsoldat) – Regie: Werner Stewe (Hörspiel – Deutschlandsender (DDR))
- 1952: Friedrich Karl Kaul/Günther Cwojdrak: Chicago 1886 (Arbeiter) – Regie: Gottfried Herrmann (Dokumentarhörspiel – Deutschlandsender (DDR))
- 1956: Wolfgang Weyrauch: Die japanischen Fischer (Fischer) – Regie: Hans Goguel (Hörspiel – Rundfunk der DDR)
- 1957: Helmut Schäfer-Rose: Und einer sollte schweigen (Dr. Charles Owen) – Regie: Hans Knötzsch (Hörspiel – Rundfunk der DDR)
- 1958: Lajos Barta: Ignaz Semmelweis (Prof. Dr. Klein) – Regie: Hans Knötzsch (Hörspiel – Rundfunk der DDR)
- 1959: Rolf Schneider: Der König und sein Dieb – Regie: Helmut Hellstorff (Hörspiel – Rundfunk der DDR)
- 1959: Manfred Bieler: Ich bin nicht mein Bruder (Sauter, Gemeinderatsmitglied) – Regie: Detlev Witte (Hörspiel – Rundfunk der DDR)
- 1960: Walter Karl Schweickert: Pickhuhns Geburtstag (Stadtbaurat Hummel) – Regie: Helmut Hellstorff (Hörspiel – Rundfunk der DDR)
- 1960: Nikolai Gogol: Der Revisor – Regie: Herwart Grosse (Hörspiel – Rundfunk der DDR)
- 1961: Albert Maltz: Der schwarze Schacht – Regie: Werner Stewe (Hörspiel – Rundfunk der DDR)
- 1961: Martin Selber: Geschäft mit dem Tode (Professor Mercanti) – Regie: Helmut Hellstorff (Kinderhörspiel – Rundfunk der DDR)
- 1962: Marran Gosov: Der Pygmäe (Stefan Bronsky) – Regie: Wolfgang Spier (Hörspiel – RIAS Berlin)
- 1965: Richard Kraus: Hans Kohlhase oder Das Faustrecht – Regie: Tibor von Peterdy (Kriminalhörspiel aus der Reihe Klassische Kriminalfälle – DW)
- 1965: Charles De Coster: Smetse Smee (Teufel Alba) – Regie: Gustav Burmester (Hörspiel – WDR)
- 1966: Gulyás Sándor: Lokaltermin oder Dürfen Steuersekretäre Judo treiben? – Regie: Tibor von Peterdy (Hörspiel – DW)
- 1966: Rolf Schneider: Ankunft in Weilstedt (Inspektor) – Regie: Friedhelm Ortmann (Hörspiel – WDR)
- 1967: Adelbert von Chamisso: Peter Schlemihls wundersame Geschichte (Herr John) – Regie: Tibor von Peterdy (Kurzhörspiel – DW)
- 1967: E. T. A. Hoffmann: Das Fräulein von Scuderi – Regie: Tibor von Peterdy (Hörspiel – DW)
- 1968: Theodor Storm: Immensee – Regie: Tibor von Peterdy (Kurzhörspiel – DW)
- 1968: Robert Bloch: Der zuständige Geist – Regie: Tibor von Peterdy (Kurzhörspiel – DW)
- 1969: Robert A. Heinlein: Was ist der Mensch (Wycoff) – Regie: Tibor von Peterdy (Kurzhörspiel/Science Fiction-Hörspiel – DW)
- 1970: Philipp Wiebe: D-Zug Bekannteschaften – Regie: Tibor von Peterdy (Hörspiel – DW)
- 1970: Hans Daiber: Die Lockung – Regie: Tibor von Peterdy (Kurzhörspiel – DW)
- 1971: Wolfgang Altendorf:  Wie verhalte ich mich, wenn ... – Regie: Tibor von Peterdy (Hörspiel – DW)
- 1973: Bernard Malamud: Der deutsche Flüchtling – Regie: Tibor von Peterdy (Hörspiel – DW)
- 1973: Paul Schallück: Verurteilt (Freisler) – Regie: Tibor von Peterdy (Dokumentarhörspiel – DW)
- 1974: Arthur Schnitzler: Der Ehrentag – Regie: Tibor von Peterdy (Kurzhörspiel – DW)
- 1974: Klaus Granzow: Und Revecollus hilft (Küchenfrau) – Regie: Tibor von Peterdy (Hörspiel – DW)
- 1976: Georg Heine: Der ausgebildete Kranke – Regie: Tibor von Peterdy (Hörspiel – DW)
- 1980: Wolfgang Altendorf: Zwischen den Dünen – Regie: Tibor von Peterdy (Kriminalhörspiel – DW)
- 1981: Corinna Brocher/Jürgen Flimm: Edelweißpiraten sind treu – Regie: Corinna Brocher (Hörspiel – WDR)
- 1982: Lutz Besch: Hebe den Stein – Regie: Tibor von Peterdy (Hörspiel – DW)
- 1982: Helmut Peschina: Sonderangebote – Regie: Tibor von Peterdy (Kurzhörspiel – DW)